# Christoph Reuter (Musikwissenschaftler)
Christoph Reuter (* 28. November 1968 in Duisburg) ist ein deutscher Universitätsprofessor für Systematische Musikwissenschaft an der Universität Wien.

## Leben
Reuter studierte Musikwissenschaft an der Universität zu Köln, promovierte 1996 summa cum laude bei Jobst Fricke und wurde 2002 ebendort habilitiert. Er war an mehreren Hochschulen (Universität Wien, Weimar) über Gastprofessuren oder Lehraufträge tätig, darüber hinaus war er 2000 bis 2013 geschäftsführender Teilhaber an einer Kölner Internet-Agentur. Seit 2008 ist Reuter Universitätsprofessor für Systematische Musikwissenschaft an der Universität Wien.

## Wissenschaftliche Tätigkeit
Zu seinen Forschungsschwerpunkten zählen neben „akustischen, physiologischen und psychologischen Aspekte der Musikwahrnehmung“  auch musikbezogene Internet-/Software-Projekte. Beispiele seiner vielfältigen Studien im Bereich der systematischen Musikwissenschaft sind Untersuchungen über Klangfarbenwahrnehmungen, zum Variophon, über Musikautomaten, zur Perzeption unangenehmer Geräusche und über musikalische Würfelspiele.
Reuter leitet das SInES-Lab (Space for Interdisciplinary Experiments on SoundTools for Data Acquisition and Empirical Research) im Bereich der Systematischen Musikwissenschaft. Das Lab erforscht die Wahrnehmung und Wirkung von Klängen mit einem interdisziplinären Ansatz. Dabei kommen speziell entwickelte Tools für die Akquise und Analyse von Daten sowie experimentelle Forschung zum Einsatz. Zu den im SInES-Lab entwickelten Werkzeugen gehören Anwendungen zur Signalverarbeitung- und Spektralanalyse, zur Messung emotionaler Reaktionen (Emotionserkennung) sowie 3D-Tracking-Systeme zur Verfolgung von Körperbewegungen und Gesichtsausdrücken. Darüber hinaus kommen KI-Algorithmen zur Tonhöhen-Schätzung, zur Erkennung von Musikgenres und Stimmungen sowie interaktive Programme wie Intonationsprüfer und Formant-Visualisierungen zum Einsatz. Ergänzt wird dies durch spezialisierte Analyse-Tools, die eine detaillierte Untersuchung von Klängen ermöglichen.

## Mitgliedschaften
Reuter war von 2004 bis 2017 Vorstandsmitglied der Deutschen Gesellschaft für Musikpsychologie (DGM) und hatte 2006–2008 die Schriftleitung des Jahrbuchs der Gesellschaft für Musikpsychologie. Er ist Vorstandsmitglied und Arbeitsgruppenleiter der AG "Wissenschaft" in der Österreichischen Gesellschaft für Musik und Medizin (ÖGfMM).
Ferner ist er Mitglied der European Society for the Cognitive Sciences of Music (ESCOM), des Consulting Boards von Musicae Scientiae, der Österreichischen Gesellschaft für Musikwissenschaft (ÖGMW), der Gesellschaft für Musikforschung (GfM), der Deutschen Gesellschaft für Akustik (DEGA), dem Internationalen Arbeitskreis für systematische Musikwissenschaft (IASM), der Forschungsstelle für Musik- und Medientechnologie (FMT) an der Universität Osnabrück sowie der Gesellschaft für selbstspielende Musikinstrumente (GSM)

## Publikationen (Auswahl)
- Der Einschwingvorgang nichtperkussiver Musikinstrumente. Lang, Frankfurt 1995 (ISBN 3-631-49437-8)
- Die auditive Diskrimination von Orchesterinstrumenten. Diss. Lang, Frankfurt 1996 (ISBN 3-631-30886-8)
- Klangfarbe und Instrumentation. Habil. Lang, Frankfurt 2002 (ISBN 3-631-50272-9)
- Gem. mit Wolfgang Auhagen: Kompendium Musikalische Akustik (Kompendien Musik 16), Laaber, Laaber 2013 (ISBN 978-3-89007-736-9)
- Reuter, Christoph,  Enders, Bernd; Jacobi, Rolf: Lexikon Musikautomaten (Encyclopedia of Mechanical Musical Instruments)(deutsch/englisch), CD-ROM, Schott, Mainz 2000.